# Il commissario Scali
Il commissario Scali (The Commish) è una serie televisiva statunitense andata in onda sulla ABC dal 1991 al 1996 e su Canale 5 durante lo stesso periodo.

## Trama
Tony Scali (Michael Chiklis) è un commissario trentottenne di polizia in una piccola città dell'Upstate New York.

## Personaggi e interpreti

### Personaggi principali
- Tony Scali (92 episodi, stagioni 1-5), interpretato da Michael Chiklis.
- Rachel Scali (92 episodi, stagioni 1-5), interpretata da Theresa Saldana.
- David Scali (92 episodi, stagioni 1-5), interpretato da Kaj-Erik Eriksen.

### Personaggi secondari
- Stan Kelly (66 episodi, stagioni 1-3), interpretato da Geoffrey Nauffts.
- Cyd Madison (46 episodi, stagioni 2-3), interpretata da Melinda McGraw.
- Ronnie Lopez (42 episodi, stagioni 1-5), interpretato da Jason Schombing.
- Paulie Pentangeli (35 episodi, stagioni 2-5), interpretato da John Cygan.
- Sarah Scali (35 episodi, stagioni 2-5), interpretata da Dayna Cornborough.
- Sarah Scali (35 episodi, stagioni 2-5), interpretata da Justine Cornborough.
- Carmela Pagan (33 episodi, stagioni 1-2), interpretata da Gina Belafonte.
- Ricky Caruso (33 episodi, stagioni 1-3), interpretato da Nicholas Lea.
- Jonathan Papadakis (33 episodi, stagioni 2-3), interpretato da Evan Tylor.
- Mike Rose (32 episodi, stagioni 1-4), interpretato da Pat Bermel.
- Gordy Tuefel (26 episodi, stagioni 1-2), interpretato da Michael Patten.
- Lucille Carter (22 episodi, stagioni 1-3), interpretata da Kimberly Scott.
- Jim McGinley (21 episodi, stagioni 3-5), interpretato da William A. McManus.
- Freddie (19 episodi, stagioni 1-4), interpretato da Dave 'Squatch' Ward.
- John Hibbs (17 episodi, stagioni 1-4), interpretato da Ian Tracey.
- Irv Wallerstein (12 episodi, stagione 1), interpretato da Alex Bruhanski.
- Marty (11 episodi, stagioni 1-4), interpretato da Richard Newman.
- Louise Hinton (10 episodi, stagioni 1-4), interpretata da Linda Darlow.
- Arnie Metzger (10 episodi, stagione 1), interpretato da David Paymer.

## Episodi
| Stagione         | Episodi | Prima TV USA | Prima TV Italia |
| ---------------- | ------- | ------------ | --------------- |
| Prima stagione   | 22      | 1991-1992    |                 |
| Seconda stagione | 22      | 1992-1993    |                 |
| Terza stagione   | 22      | 1993-1994    |                 |
| Quarta stagione  | 22      | 1994-1995    |                 |
| Quinta stagione  | 6       | 1995-1996    |                 |